# Sant Salvador (Llobera)
Sant Salvador és una muntanya de 846 metres que es troba als municipis de Llobera i Torà, a la comarca catalana del Solsonès. Al cim podem trobar-hi un vèrtex geodèsic (referència 272102001), i també l'església de Sant Salvador del Coll de Llanera.